# غريغ شوفالييه
غريغ شوفالييه (بالإنجليزية: Greg Chevalier)‏ (1 يناير 1985 بألباني في الولايات المتحدة - ) هو مدرب كرة قدم ولاعب كرة قدم أمريكي في مركز الوسط. لعب مع Albany BWP Highlanders ‏ وAtlanta Silverbacks U23's ‏ وبيتسبورغ ريفرهوندز وأتلانتا سيلفرباكس.

## وصلات خارجية
- غريغ شوفالييه على موقع قاعدة بيانات كرة القدم.إي يو (الإنجليزية)